# Grand Prix automobile de Saint-Marin 1998
GP précédent GP suivant
Le Grand Prix automobile de Saint-Marin 1998 (Gran Premio di San Marino 1998), disputé sur l'Autodromo Enzo e Dino Ferrari le 26 avril 1998, est la 618e épreuve de l'histoire du championnat du monde de Formule 1 courue depuis 1950 et la quatrième manche du championnat 1998.

## Qualifications
| Pos. | No | Pilote                | Écurie              | Temps          |
| ---- | -- | --------------------- | ------------------- | -------------- |
| 1    | 7  | David Coulthard       | McLaren-Mercedes    | 1 min 25 s 973 |
| 2    | 8  | Mika Häkkinen         | McLaren-Mercedes    | 1 min 26 s 075 |
| 3    | 3  | Michael Schumacher    | Ferrari             | 1 min 26 s 437 |
| 4    | 4  | Eddie Irvine          | Ferrari             | 1 min 27 s 169 |
| 5    | 6  | Alexander Wurz        | Benetton-Playlife   | 1 min 27 s 273 |
| 6    | 1  | Jacques Villeneuve    | Williams-Mecachrome | 1 min 27 s 390 |
| 7    | 9  | Damon Hill            | Jordan-Mugen-Honda  | 1 min 27 s 592 |
| 8    | 2  | Heinz-Harald Frentzen | Williams-Mecachrome | 1 min 27 s 645 |
| 9    | 10 | Ralf Schumacher       | Jordan-Mugen-Honda  | 1 min 27 s 866 |
| 10   | 5  | Giancarlo Fisichella  | Benetton-Playlife   | 1 min 27 s 937 |
| 11   | 15 | Johnny Herbert        | Sauber-Petronas     | 1 min 28 s 111 |
| 12   | 14 | Jean Alesi            | Sauber-Petronas     | 1 min 28 s 191 |
| 13   | 11 | Olivier Panis         | Prost-Peugeot       | 1 min 28 s 270 |
| 14   | 17 | Mika Salo             | Arrows              | 1 min 28 s 798 |
| 15   | 21 | Toranosuke Takagi     | Tyrrell-Ford        | 1 min 29 s 073 |
| 16   | 12 | Jarno Trulli          | Prost-Peugeot       | 1 min 29 s 584 |
| 17   | 18 | Rubens Barrichello    | Stewart-Ford        | 1 min 29 s 641 |
| 18   | 16 | Pedro Diniz           | Arrows              | 1 min 29 s 932 |
| 19   | 23 | Esteban Tuero         | Minardi-Ford        | 1 min 30 s 649 |
| 20   | 19 | Jan Magnussen         | Stewart-Ford        | 1 min 31 s 017 |
| 21   | 22 | Shinji Nakano         | Minardi-Ford        | 1 min 31 s 255 |
| 22   | 20 | Ricardo Rosset        | Tyrrell-Ford        | 1 min 31 s 482 |

## Classement
| Pos. | No | Pilote                | Écurie              | Tours | Temps/Abandon                      | Grille | Points |
| ---- | -- | --------------------- | ------------------- | ----- | ---------------------------------- | ------ | ------ |
| 1    | 7  | David Coulthard       | McLaren-Mercedes    | 62    | 1 h 34 min 24 s 593 (194,255 km/h) | 1      | 10     |
| 2    | 3  | Michael Schumacher    | Ferrari             | 62    | + 4 s 554                          | 3      | 6      |
| 3    | 4  | Eddie Irvine          | Ferrari             | 62    | + 51 s 775                         | 4      | 4      |
| 4    | 1  | Jacques Villeneuve    | Williams-Mecachrome | 62    | + 54 s 590                         | 6      | 3      |
| 5    | 2  | Heinz-Harald Frentzen | Williams-Mecachrome | 62    | + 1 min 17 s 476                   | 8      | 2      |
| 6    | 14 | Jean Alesi            | Sauber-Petronas     | 61    | + 1 tour                           | 12     | 1      |
| 7    | 10 | Ralf Schumacher       | Jordan-Mugen-Honda  | 60    | + 2 tours                          | 9      |        |
| 8    | 23 | Esteban Tuero         | Minardi-Ford        | 60    | + 2 tours                          | 19     |        |
| 9    | 17 | Mika Salo             | Arrows              | 60    | + 2 tours                          | 14     |        |
| 10   | 9  | Damon Hill            | Jordan-Mugen-Honda  | 57    | Soupape                            | 7      |        |
| 11   | 11 | Olivier Panis         | Prost-Peugeot       | 56    | + 6 tours                          | 13     |        |
| Abd. | 20 | Ricardo Rosset        | Tyrrell-Ford        | 48    | Moteur                             | 22     |        |
| Abd. | 21 | Toranosuke Takagi     | Tyrrell-Ford        | 40    | Moteur                             | 15     |        |
| Abd. | 12 | Jarno Trulli          | Prost-Peugeot       | 34    | Accélérateur                       | 16     |        |
| Abd. | 22 | Shinji Nakano         | Minardi-Ford        | 27    | Moteur                             | 21     |        |
| Abd. | 16 | Pedro Diniz           | Arrows              | 18    | Moteur                             | 18     |        |
| Abd. | 8  | Mika Häkkinen         | McLaren-Mercedes    | 17    | Boîte de vitesses                  | 2      |        |
| Abd. | 5  | Giancarlo Fisichella  | Benetton-Playlife   | 17    | Sortie de piste                    | 10     |        |
| Abd. | 6  | Alexander Wurz        | Benetton-Playlife   | 17    | Moteur                             | 5      |        |
| Abd. | 15 | Johnny Herbert        | Sauber-Petronas     | 12    | Crevaison                          | 11     |        |
| Abd. | 19 | Jan Magnussen         | Stewart-Ford        | 8     | Boîte de vitesses                  | 20     |        |
| Abd. | 18 | Rubens Barrichello    | Stewart-Ford        | 0     | Accident                           | 17     |        |

## Pole position et record du tour
- Pole position : David Coulthard en 1 min 25 s 973 (vitesse moyenne : 206,437 km/h).
- Meilleur tour en course : Michael Schumacher en 1 min 29 s 345 au 48e tour (vitesse moyenne : 198,646 km/h).

## Tours en tête
- David Coulthard : 62 (1-62)

## Classements généraux à l'issue de la course
| Pos. | Pilote                | Écurie              | Points |
| ---- | --------------------- | ------------------- | ------ |
| 1    | Mika Häkkinen         | McLaren-Mercedes    | 26     |
| 2    | David Coulthard       | McLaren-Mercedes    | 23     |
| 3    | Michael Schumacher    | Ferrari             | 20     |
| 4    | Eddie Irvine          | Ferrari             | 11     |
| 5    | Heinz-Harald Frentzen | Williams-Mecachrome | 8      |
| 6    | Alexander Wurz        | Benetton-Playlife   | 6      |
| 7    | Jacques Villeneuve    | Williams-Mecachrome | 5      |
| 8    | Jean Alesi            | Sauber-Petronas     | 3      |
| 9    | Johnny Herbert        | Sauber-Petronas     | 1      |
| 10   | Giancarlo Fisichella  | Benetton-Playlife   | 1      |

| Pos. | Écurie              | Points |
| ---- | ------------------- | ------ |
| 1    | McLaren-Mercedes    | 49     |
| 2    | Ferrari             | 31     |
| 3    | Williams-Mecachrome | 13     |
| 4    | Benetton-Playlife   | 7      |
| 5    | Sauber-Petronas     | 4      |

## Statistiques
- 4e victoire pour David Coulthard.
- 110e victoire pour McLaren en tant que constructeur.
- 15e victoire pour Mercedes en tant que motoriste.